# Les Pennes-Mirabeau
Les Pennes-Mirabeau är en kommun i departementet Bouches-du-Rhône i regionen Provence-Alpes-Côte d'Azur i sydöstra Frankrike. Kommunen ligger  i kantonen Les Pennes-Mirabeau som ligger i arrondissementet Aix-en-Provence. År 2022 hade Les Pennes-Mirabeau 22 423 invånare.

## Befolkningsutveckling
Antalet invånare i kommunen Les Pennes-Mirabeau
Referens:INSEE